# Вонио (Катанцаро)
Вонио је насеље у Италији у округу Катанцаро, региону Калабрија.
Према процени из 2011. у насељу је живело 85 становника. Насеље се налази на надморској висини од 600 м.